# Spiniphora dichotoma
Spiniphora dichotoma är en tvåvingeart som beskrevs av Mikhailovskaya 1998. Spiniphora dichotoma ingår i släktet Spiniphora och familjen puckelflugor. Inga underarter finns listade i Catalogue of Life.